# Andrzej Puchała
Andrzej Puchała herbu Puchała – podstarości grodowy czerski w 1783 roku, poseł ziemi czerskiej na Sejm Czteroletni w 1790 roku.